# Alvar Colombo
Alvar Andrés Colombo Castro (9 de mayo de 1942) es un destacado maestro ceramista. Nace en el municipio brasileño de Itaquí en el estado de Río Grande del Sur. Reside en el departamento de Paysandú , Uruguay desde los nueve años de edad.  

## Trayectoria
A los nueve años se instala con su familia en la ciudad de Paysandú, Uruguay. Su primer acercamiento a la cerámica fue de niño en la escuela primaria. En el año 1956 asiste al Taller Municipal de Artes Plásticas de Paysandú con el Prof. Elías Savchuk (edificio en el que actualmente está la Casa de la Cultura). Cursa carpintería en la UTU de Paysandú entre 1956 y 1959. 
En 1960 obtiene una beca anual del Consejo Departamental y Comisión Honoraria de Cultura de Paysandú para estudiar en Montevideo, con los profesores Marco López Lomba,  Guillermo Fernández,  Josep Collell y Mariví Hugolino.  Durante su estancia se nutre del intercambio con los maestros referentes de la época.
En 1961 inicia su actividad docente en el Taller de Cerámica de la Dirección de Cultura de la Intendencia de Paysandú, siendo su director desde su fundación hasta el 2007. En la década de 1980, dicta clases en diversos departamentos del país (como Salto, Río Negro, Soriano, Tacuarembó) y en Argentina (Cólon, Entre Ríos). En 2009 fue uno de los impulsores y docentes de los cursos de "Iniciación y perfeccionamiento en cerámica" y "El lenguaje de la cerámica" en el Cenur Litoral Norte de la Universidad de la República.
Entre sus alumnos más destacados, se encuentran: Claudio Dalmao y Adriana Dupont. 

## Premios y reconocimientos
Ha recibido gran cantidad de premios, dentro de los que se destacan: 
- Salones de Artistas de San José (1962, 1963, 1965, 1968 y 1980)
- Primer premio en el salón de Artes Plásticas “25 aniversario de la Asociación Paysandú" (1969)
- Primer premio del concurso de Arte Nacional del Banco Interamericano de Desarrollo en Punta del Este (1984)
- Premio Morosoli en Cerámica (1997).[6]

En 2016, en el marco del Día del Ceramista (28 de mayo), se colocó una placa que da su nombre al Salón de Cerámica en la Casa de Cultura.En 2019, la Escuela de Artesanía de la ciudad fue bautizada con su nombre y el de Julio Barros.

## Muestras y exposiciones
Desde joven, ha participado en muestras y exposiciones individuales y colectivas. Entre ellas se destacanː
- 2024, "Homenaje a un maestro ceramista" Museo Nacional de Artes Visuales [10] [11]de Montevideo, Uruguay.
- 2017, Casa del Bicentenario (San José) [12]
- 2016, Taller Municipal de Artes Plásticas de Durazno[13]
- 2009, Muestras Rodantes / Colectiva (Montevideo)[14] [15]
- 2006, Sala Vaz Ferreira (Montevideo)[16]
- 2003, Sala Miguel Ángel Pareja del Instituto Escuela Nacional de Bellas Artes, Udelar.